# Caloptilia sachalinella
Caloptilia sachalinella là một loài bướm đêm thuộc họ Gracillariidae. Nó được tìm thấy ở vùng Viễn Đông Nga.
Ấu trùng ăn Alnus hirsuta. Chúng ăn lá nơi chúng làm tổ.